# Thibault Verny
Thibault Verny (Paris, 7 de novembro de 1965) é um prelado francês da Igreja Católica, atual arcebispo de Chambéry-Saint-Jean de Maurienne-Tarentaise e presidente da Pontifícia Comissão para a Tutela dos Menores.

## Biografia
Depois de se formar em Engenharia Física na École Supérieure de Physique et de Chimie Industrielles de Paris, ingressou no Seminário Arquidiocesano. Posteriormente, frequentou o Pontifício Seminário Francês em Roma e obteve a licenciatura em teologia dogmática na Pontifícia Universidade Gregoriana.
Foi ordenado sacerdote em 27 de junho de 1998 pela Arquidiocese de Paris. Depois, entre 1999 e 2005, foi vigário da paróquia de Saint-Honoré-d'Eylau, capelão do colégio e liceu Janson-de-Sailly, do grupo de escoteiros de Saint-Louis e do colégio Eugène-Delacroix entre 2001 e 2005, quando se tornou pároco de Notre-Dame de Lorette, cargo que exerceu até se tornar bispo. Entre 2007 e 2016, foi o reitor da Magenta-Lafayette Deanery, desde 2014 até 2016 foi também delegado diocesano para as vocações sacerdotais e religiosas e vigário-geral. Entre 2008 e 2016, foi Oblato do Mosteiro Olivetano de Notre-Dame de la Sainte-Espérance em Mesnil Saint-Loup.
Em 25 de junho de 2016 foi nomeado pelo Papa Francisco como bispo titular de Lamzella e bispo auxiliar de Paris. Foi consagrado em 9 de setembro seguinte, na Catedral de Notre-Dame de Paris, pelo cardeal André Armand Vingt-Trois, arcebispo de Paris, coadjuvado por Éric Marie Pierre Henri Aumonier, bispo de Versalhes, Renauld Marie François Dupont de Dinechin, bispo de Soissons, Laon et Saint-Quentin, Jérôme Daniel Beau, bispo auxiliar de Paris, e por Jean-Pierre Batut, bispo de Blois.
Como auxiliar, ele foi encarregado de gerenciar os esforços da arquidiocese para proteger menores de abuso sexual e cuidar de vítimas de abuso sexual. Ele participou das negociações entre a Arquidiocese de Paris e o Ministério Público de Paris para desenvolver procedimentos para relatar alegações de abuso às autoridades civis e gerenciou a implementação e o monitoramento do programa.
Na Conferência Episcopal Francesa (CEF), atuou de 2017 a 2022 no Conselho para a Unidade dos Cristãos e Relações Judaicas, com responsabilidade particular pela comunidade judaica. Em 1º de julho de 2022, Verny tornou-se presidente do Conselho da CEF para a Prevenção e Combate ao Abuso Infantil. Nessa função, ele iniciou vários programas de treinamento e prevenção. Seu serviço nessa posição terminou em junho de 2025. Em 30 de setembro de 2022, foi nomeado membro da Pontifícia Comissão para a Tutela dos Menores; como membro, ele desempenhou um papel no trabalho da Comissão na República Centro-Africana e na Costa do Marfim.
Em 11 de maio de 2023, foi elevado a arcebispo de Chambéry-Saint-Jean de Maurienne-Tarentaise.
Em 5 de julho de 2025 foi nomeado pelo Papa Leão XIV como Presidente da Pontifícia Comissão para a Tutela dos Menores.  Ao aceitar esta nomeação, Verny enfatizou a necessidade de sensibilidade cultural no trabalho com conferências episcopais, especialmente aquelas com recursos limitados, para estabelecer uma cultura comum para proteger os jovens. Ele também prometeu aos católicos de Saboia que estava totalmente comprometido com eles.